# Lockheed T-33
Lockheed T-33 Shooting Star, også kaldet T-Bird er et amerikansk jetdrevet trænings- eller skolefly. Det blev produceret af Lockheed og fløj første gang i 1948 med Tony LeVier som pilot. T-33 var en videreudvikling af Lockheed P-80/F-80 og fik oprindeligt navnet TP-80C/TF-80C under udviklingen, og blev så omdøbt til T-33A. I 2015 var nogle canadisk-byggede eksemplarer stadig i brug ved det bolivianske luftvåben.

## Design og udvikling
Designarbejdet for forløberen, Lockheed P-80/F-80, begyndte i 1943 og den fløj første gang 8. januar 1944. Efter Bell P-59, blev P-80 den første jetjager i fuld tjeneste ved United States Army Air Forces. Efterhånden som mere avancerede jetfly trådte i tjeneste, fik F-80 opgaven med at træne jetpiloter. Den tosædede T-33 var designet til at træne piloter der allerede var kvalificerede til at flyve propelfly.
T-33 var en videreudvikling af Lockheed P-80, hovedsageligt ved at forlænge skroget med lidt over tre fod og at montere et sæde mere, instrumenter og styregrejer. Den var oprindelig designeret som en variant af P-80/F-80, som TP-80C/TF-80C.
Under det oprindelige navn TF-80C, fløj T-33 første gang den 22. marts 1948, og produktionen i U.S. kørte fra 1948 til 1959. US Navy benyttede T-33 som en landbaseret træner fra 1949. Ved flåden fik den navnet TV-2, men blev omdøbt til T-33B i 1962. Flåden benyttede nogle ex-USAF P-80C som TO-1, men ændrede navnet til TV-1 et års tid senere. En version der kunne beflyve hangarskibe blev udviklet af Lockheed, dette blev til T2V-1/T-1A SeaStar som var i tjeneste fra sidst i 1950'erne til omkring 1970. De to prototyper af TF-80C blev modificeret som prototyper alt-vejrs tosædet jager, som blev til F-94 Starfire. I alt blev der produceret 6.557 Shooting Stars, 5.691 af Lockheed, 210 af Kawasaki og 656 af Canadair.

## Operationel historie

### U.S. Air Force og U.S. Navy
T-33 viste sig velegnet som avanceret træner, og den har været anvendt til ting som dronekontrol og slæbning af skydemål. U.S. Air Force begyndte at udfase T-33 fra pilottræningen i Air Training Command først i 1960'erne da fly som Cessna T-37 Tweet og Northrop T-38 Talon stod til rådighed. T-33 blev benyttet til træning af kadetter fra Air Force Academy på Peterson Field (nu Peterson Air Force Base] i Colorado Springs, men T-37 erstattede T-33 som Akademiets træner i 1975. Tilsvarende udfasninger skete også ved U.S. Navy med deres TV-1 (omdøbt T-33 i 1962) da der kom mere avancerede fly som North American T-2 Buckeye og Douglas TA-4 Skyhawk II. USAF og USN's T-33 arbejdede deres vej gennem 1970erne og 1980erne til allehånde formål, selv om nogle af USN's gamle fly blev benyttet som mål for luft-til-luft missiler fra Flådens fly, og som mål for jord-til-luft missiler fra skibene. Adskillige T-33s blev afkommanderet til USAF enheder der benyttede McDonnell F-101 Voodoo, Convair F-102 Delta Dagger og Convair F-106 Delta Dart, for at fungere som vedligeholdelsestrænere og som "fjender" under øvelser. Andre fly gik til Tactical Air Command og Air National Guard's F-106 og McDonnell Douglas F-4 Phantom II-enheder i lignende roller, indtil de udtrådte af tjeneste. Det sidste fly var en NT-33, der gik på pension i april 1997.

### Militær anvendelse i andre lande
Nogle T-33 havde beholdt to maskingeværer med henblik på skydetræning, og i nogen lande blev T-33 endda benyttet som kampfly: det Cuban Air Force benyttede dem under invasionen i Svinebugten, hvor de vandt adskillige sejre. RT-33A versionen var et rekognosceringsfly primært fremstillet med henblik på eksport og havde et kamera installeret i næsen, plus ekstra udstyr i det bageste cockpit. T-33 fløj som vedligeholdelsestrænere, slæbte skydemål, deltog i kamp- og taktiske øvelser, fungerede som "hack" fly (enkeltstående hjemmelavede modifikationer til et særligt formål), elektronisk krigsførelse og -afværgning, og som trænings- og testfly helt ind i 1980'erne.
T-33 har tjent ved over 30 nationer, og er fortsat anvendt som træner i nogle mindre luftvåben. Canadair byggede 656 stk. T-33 på licens for tjeneste i RCAF under navnet CT-133 Silver Star, og Kawasaki fremstillede 210 stk. i Japan. Andre operatører var f.eks. Brasilien, Tyrkiet og Thailand, som alle gjorde udstrakt brug af T-33.
Fra 1980 blev der gjort et forsøg på at modificere og modernisere T-33 under projektnavnet Boeing Skyfox, men projektet blev aflyst som følge af manglende ordreindgang. Cirka 70% af T-33's flystel blev genbrugt i Skyfox, men den fik to langt mere moderne Garrett AiResearch TFE731-3A turbofan motorer.
Sidst i 1990'erne blev 18 T-33 Mk-III og T-33 SF-SC fra det bolivianske luftvåben sendt til Canada for at blive moderniseret ved Kelowna Flightcraft. Der blev installeret ny flyelektronik, flyene gennemgik en grundig inspektion, og dele af vinger og skrog blev fornyet. De fleste ad flyene blev returneret tidligt i 2001 og er stadigvæk i tjeneste.

#### Danmark
Det danske flyvevåben benyttede T-33 som træningsfly for danske piloter, men flyet er trukket ud af tjeneste i dag.
Flyvevåbnet modtog sine første T-33A som våbenhjælp, de første ankom til København den 21. marts 1953 med skib og blev samlet og klargjort ved SAS i Kastrup. 12 stk. T-33A ankom på denne måde over en treårig periode.
T-33A blev anvendt til uddannelse af piloter ved Træningsflighten og instrumenttræning for alle Flyvevåbnets Jagerpiloter. For at løse opgaven blev der indkøbt flere fly, de første tre af 14 "nye" ankom til Skrydstrup 31. marts 1961. Flyene havde gjort tjeneste ved USAF, men var kommet i overskud ved indførelsen af nyere typer. De sidst modtagne fly blev ikke leveret som våbenhjælp, men købt fra USAF og var dansk ejendom. Indledningsvis blev T-33A'eme anvendt hovedsageligt på Flyvestation Karup til instrumenttræning for de mange F-84G piloter.
Flyvevåbnets sidste officielle flyvning med T-33A skete 17. maj 1977, da DT-497 fløj fra Karup til Værløse.

### Civil anvendelse
Et begrænset antal T-33 er endt i private hænder, de mest kendte tilhører måske Boeing, som anvender to som følgefly. I 2010 var det en af disse Shooting Stars som fulgte Boeing 787 under dens jomfruflyvning. Skuespiller og pilot Michael Dorn ejede en T-33. Dorn, som havde rollen som Worf i TV-serierne Star Trek: The Next Generation og Star Trek: Deep Space Nine, spøgte med at flyet var hans 'rumskib'.

## Varianter
TP-80C
Den originale United States militære designation for Lockheeds Model 580 to-sædet træner til United States Army Air Forces. Betegnelsen blev ændret til TF-80C den 11. juni 1948 efter oprettelsen af United States Air Force som en separat militær tjeneste i 1947, og senere til T-33A den 5. maj 1949; 20 stk. bygget.
T-33A
To-sædet jet skole/træningsfly, dels til USAF, og dels leveret til fremmede luftvåben under våbenhjælpsprogrammet Mutual Defense Assistance Act, 5871 stk. bygget, inkl. 699 stk. afleveret til United States Navy under navnet TV-2.
AT-33A
En modifikation T-33A for eksport, beregnet til close air support (tæt flystøtte) og udstyret med ophæng og hardpoints til bomber og raketter. Blev også benyttet på jagerskolen, Cannon AFB, New Mexico i årene 1972 - 1975.
DT-33A
T-33A konverteret til at styre en drone.
NT-33A
Et antal T-33A konverteret til anvendelse for særlige forsøg.
QT-33A
Skydemålsdroner - T-33A konverteret til formålet for United States Navy.
RT-33A
T-33A modificeret før levering til et enkeltsædet rekognosceringsfly. 85 stk. blev bygget, hovedsageligt til eksport under våbehjælpsprogrammet 'Mutual Defense Assistance Act'.
T-33B
United States Navy TV-2, der blev omdøbt i 1962.
DT-33B
United States Navy TV-2D dronekontrolfly, omdøbt i 1962.
DT-33C
United States Navy TV-2KD skydemål, omdøbt i 1962.
TO-1/TV-1
U.S. Navys navn for P-80C, 50 stk. overført til USN i 1949 som jettrænere (teknisk set er flyene ikke T-33 Shooting Star).
TO-2
United States Navy's navn for 649 stk. T-33A, der blev overført fra USAF produktionsordrer. To-sædet landbaseret jet trænings/skolefly i tjeneste ved U.S. Navy. De første 28 blev leveret under navnet TO-2 før Navy ændrede det til TV-2. De overlevende United States Navy og United States Marine Corps fly blev omdøbt endnu engang til T-33B den 18. september 1962.
TV-2
Omdøbning af TO-2 efter de første 28 var bygget.
TV-2D
TV-2 modificeret til dronekontrolfly, senere omdøbt DT-33B.
TV-2KD
TV-2 modificeret som radiostyret skydemål (drone), kunne flyves som almindeligt enkeltsædet fly ved overførselsflyvninger, senere omdøbt DT-33C.

### Canada
Silver Star Mk 1
Canadisk navn for T-33A, 20 stk. leveret.
Silver Star Mk 2
Canadisk navn for en enkelt T-33A som blev prototypen for Silver Star Mk 3.
T-33AN/CT-133 Silver Star Mk 3
T-33AN er en Rolls-Royce Nene-motoriseret variant af T-33A, bygget for for Royal Canadian Air Force; 656 stk. blev fabrikeret af Canadair under firmabetegnelsen CL-30. Det Canadiske militære navn blev senere ændret fra T-33AN til CT-133.

### Andre
L-245
Et Lockheed-ejet flystel med en kraftigere motor. Blev videreudviklet til T2V SeaStar.
Aérospatiale Pégase
En Canadair T-33AN blev modificeret af Aérospatiale med et S17a 17 % tykt vingetværsnit.

## Operatører
For operatører af Canadisk-byggede fly, se venligst Canadair T-33.
 Belgien
- Det Belgiske Luftvåben (nederlandsk: Luchtcomponent, fransk: Composante air) - 38 stk. T-33A, 1 stk. RT-33A i brug fra 1952. Alle er udtrådt af tjeneste.

 Bolivia
- Bolivia's Luftvåben (spansk: Fuerza Aérea Boliviana, FAB) - Bolivia erhvervede 15 stk. T-33AN fra Canada i 1973–74, købte yderligere 5 fra Canada i 1977, samt 18 stk. T-33SF fra Frankrig i 1985.[9] 18 blev opgraderet til T-33-2000 standard i 2000–2001.[10] I december 2015 var 14 af disse fly stadig i tjeneste.[11]

 Brasilien
- Brasiliens Luftvåben (Brazilian Air Force, portugisisk: Força Aérea Brasileira, FAB) - antal og type ukendt. Alle er udtrådt af tjeneste.

 Burma
- Burma's Luftvåben (Myanmar Air Force (burmesisk: တပ်မတော် (လေ)) – 15 stk. AT-33A anvendt som trænere og som ildstøttefly.[12] Alle flyene er taget ud af drift.

 Canada
- Royal Canadian Air Force
- Royal Canadian Navy

 Chile
- Den Chilenske Hær (spansk: Ejército de Chile) - antal og type ukendt. Alle er udtrådt af tjeneste.

 Colombia
- Colombias Luftvåben ((spansk: Fuerza Aérea Colombiana, FAC)) - antal og type ukendt. Alle er udtrådt af tjeneste.

 Cuba
- Cubas Luftvåben (Cuban Revolutionary Air and Air Defense Force, spansk: Defensa Anti-Aérea Y Fuerza Aérea Revolucionaria, DAAFAR) - antal og type ukendt. Alle er udtrådt af tjeneste.

 Danmark
- Flyvevåbnet - alle flyene er taget ud af tjeneste. [13]

 Dominikanske Republik
- Det Dominikanske Luftvåben (spansk: Fuerza Aérea de República Dominicana) – AT-33A. Antal ukendt, alle flyene er taget ud af tjeneste.

 Ecuador
- Ecuadors Luftvåben (spansk: Fuerza Aérea Ecuatoriana) – AT-33A, antal ukendt. Alle er udtrådt af tjeneste.

 El Salvador
- Det Salvadorianske Luftvåben (spansk: Fuerza Aérea de El Salvador) - antal og type ukendt. Alle er udtrådt af tjeneste.

 Filippinerne
- Filippinernes Luftvåben (Tagalog: Hukbong Himpapawid ng Pilipinas; spansk: Fuerza Aérea Filipina) - type og antal ukendt, alle udtrådt af tjeneste.

 Frankrig
- Det franske luftvåben (fransk: Armée de l'air) – 163 stk. T-33A og RT-33A, plus 61 stk. Canadisk-byggede T-33AN, alle udgået af tjeneste.

 Grækenland
- Grækenlands Luftvåben (græsk: Πολεμική Αεροπορία, Polemikí Aeroporía) – T-33A, RT-33A og Canadisk-byggede AT-33AN, antal ukendt, alle udgået af tjeneste.

 Guatemala
- Guatemalas Luftvåben (spansk: Fuerza Aérea Guatemalteca, FAG) - antal og type ukendt, alle udgået af tjeneste.

 Holland
- Det hollandske luftvåben (nederlandsk: Koninklijke Luchtmacht, KLu) – 60 stk. T-33A, 3 stk. RT-33A, alle udtrådt af tjeneste.

 Honduras
- Honduras' Væbnede Styrker (spansk: Fuerzas Armadas de Honduras) – ukendt antal T-33A og RT-33A, alle udtrådt af tjeneste.

 Indonesien
- Indonesiens Luftvåben (indonesisk: Tentara Nasional Indonesia-Angkatan Udara, TNI–AU) – ukendt antal T-33A, alle udtrådt af tjeneste.

 Iran
- Det iranske luftvåben (Imperial Iranian Air Force (IIAF)) - antal og type ukendt, alle udgået af tjeneste.

 Italien
- Italiens Luftvåben (italiensk: Aeronautica Militare; AM) - benyttede 60 stk. T-33A og 14 stk. RT-33A fra 1952 til 1982[14]

 Japan
- Japans Luftvåben (Japan Air Self-Defense Force (航空自衛隊 Kōkū Jieitai), JASDF) - et ukendt antal T-33A, først samlet, senere produceret af Kawasaki Heavy Industries Aerospace Company fra 1956.[15] Alle flyene er udtrådt af tjeneste.

- Jugoslaviens Luftvåben (serbokroatisk: Jugoslavensko Ratno zrakoplovstvo, Југословенско Ратно ваздухопловство) – havde 125 stk. Shooting Stars i fire varianter: 25 stk. T-33A, 22 stk. RT-33A, 70 stk. TV-2 og 8 stk. TT-33A. Alle flyene er udtrådt af tjeneste.[16]

 Libyen
- Libyens Luftvåben (arabisk: القوات الجوية الليبية ) – T-33A, alle udgået af tjeneste.

 Mexico
- Mexico's Luftvåben (spansk: Fuerza Aérea Mexicana, FAM) – 50 stk. AT-33A. Alle flyene er udtrådt af tjeneste.

 Nicaragua
- Nicaraguas Luftvåben (spansk: Fuerza Aérea de Nicaragua, FAN) - modtog fire AT-33A fra de Forenede Staters regering efter den fejlede invasion i Svinebugten 1961. Udtrådt af tjeneste i 1979.

 Norge
- Det norske luftvåben (norsk: Luftforsvaret) - type og antal ukendt, alle udtrådt af tjeneste.

 Pakistan
- Det Pakistanske Luftvåben (Pakistan Air Force (PAF), urdu: پاک فِضائیہ) – T-33A, RT-33A, alle udtrådt af tjeneste.

 Paraguay
- Paraguays Luftvåben (Paraguayan Air Force) - benyttede seks AT-33A, doneret af Taiwan i 1990. De tilhørte 'Grupo Aerotáctico' (GAT) 2nd. Jagereskadrille, kaldet "Indios". De blev trukket ud af tjeneste i 1998.

 Peru
- Det Peruvianske Luftvåben (spansk: Fuerza Aérea del Perú, FAP) - type og antal ukendt, alle udtrådt af tjeneste.

 Portugal
- Det Portugisiske Luftvåben (portugisisk: Força Aérea Portuguesa, FAP) - ukendt antal T-33A og en enkelt RT-33A, alle udtrådt af tjeneste.

 Saudi-Arabien
- Det Kongelige Saudiarabiske Luftvåben ((arabisk: القوات الـجوية الـملكية الـسعودية, al-quwwāt al-ğawwiyyah al-malakiyyah as-suʿūdiyyah)) - type og antal ukendt, alle udtrådt af tjeneste.

 Singapore
- Singapores Luftvåben (Republic of Singapore Air Force, RSAF) - 12 stk. tidligere franske T-33A leveret i 1980, fulgt af 8 flere i 1982.[17] Alle flyene er udtrådt af tjeneste.

 Spanien
- Spaniens Luftvåben (spansk: Ejército del Aire) – 60 stk. T-33A, alle udtrådt af tjeneste.

 Sydkorea
- Den Koreanske Republiks Luftvåben (koreansk: 대한민국 공군; Hanja: 大韓民國 空軍; Daehanminguk Gong-gun) - T-33A blev først introduceret i august 1955, antal ukendt. Flyene tjente bl.a. ved Black Eagles aerobatic team. Alle flyene er udtrådt af tjeneste.

 Taiwan
- Taiwans Luftvåben (Republic of China Air Force (ROCAF), kinesisk: 中華民國空軍; pinyin: Zhōnghuá Mínguó Kōngjūn) - antal og type ukendt. Alle er udtrådt af tjeneste.

 Thailand
- Det Kongelige Thailandske Luftvåben (thai: กองทัพอากาศไทย , Kong Thap Akat Thai) - type og antal ukendt, alle udtrådt af tjeneste.

 Tyrkiet
- Tyrkiets Luftvåben (tyrkisk: Türk Hava Kuvvetleri) – T-33A og RT-33A,antal ukendt, alle udtrådt af tjeneste.

 Tyskland
- Tysklands Luftvåben (Luftwaffe) - 192 stk. T-33A, alle udgået af tjeneste.

 Uruguay
- Uruguays Luftvåben (spansk: Fuerza Aérea Uruguaya) – 8 stk. AT-33A[18] Alle flyene er udtrådt af tjeneste.

 USA
- United States Air Force, alle udtrådt af tjeneste.
- United States Navy, alle udtrådt af tjeneste.
- United States Marine Corps, alle udtrådt af tjeneste.[6]
- Civilt: Boeing Commercial Airplanes (to Canadair T-33, N109X og N416X)[19]

## Udstillede fly
Et større antal T-33 er blevet bevaret og udstillet verden over. Her er et udpluk:
Albanien
- RT-33A 51-4413 fra USAF blev i december 1957 tvunget til at lande i Rinas Airport af to Albanske MiG-15bis - udstillet ved Gjirokastra Museum

Belgien
- T-33 53-5724 er udstillet i Wetteren. [20]

Burma
- De Væbnede Styrkers Museum i Yangon.

Brasilien
- Museu Aeroespacial - Musal i Rio de Janeiro.
- Assis Airport i Assis.
- Flyvebasen i Fortaleza.

Canada
- De fleste udstillede eksemplarer er Canadair CT-133 Silver Star
- T-33A 53-5413 fra United States Air Force er udstillet i Happy Valley, Goose Bay

Kina
- Lockheed T-33A #3024 fra Taiwan er udstillet i 'Den Kinesiske Folkerevolutions Militære Museum' i Beijing. Eksemplaret faldt i Kinas hænder da en løjtnant fra ROCAF hoppede af.[21]

Danmark
- DT-102 udstillet i Danmarks Flymuseum, Stauning
- DT-104 i magasin, Flyvestation Aalborg
- DT-289 udstillet i Garnisonsmuseet, Aalborg
- DT-491 udstillet i Danmarks Tekniske Museum, Helsingør
- DT-497 står portvagt ved Flyveskolen, Flyvestation Karup
- DT-884 under restaurering, Flyvestation Skrydstrup
- DT-905 udstillet i Gedhus museum
- DT-923 i magasin på Danmarks Tekniske Museum, Helsingør

Grækenland
- TR-516 i Hellenic Air Force Museum
- TR-029 i Hellenic Air Force Museum
- TR-516 i Elatia Lokridos, nær Lamia

Tyskland
- Deutsches Museum Flugwerft Schleißheim nær München.

Japan
- 61-5221 fra JASDF Air Development and Test Command udstillet i Kakamigahara Aerospace Science Museum, Kakamigahara, Gifu.
- 71-5293 udstillet på Amagi Railway Amagi Line Tachiarai Station, Chikuzen, Fukuoka
- 51-5639 udstillet i Kawaguchiko Motor Museum, Minamitsuru District, Yamanashi prefecture[22]
- 81-5386 udstillet i Bihoro Aviation Park i Hokkaido.

Mexico
- En del T-33 er udstillet i Mexicos Luftvåbensmuseum, 'Den Mexicanske hærs og Luftvåbens Museum' samt på forskellige flyvestationer.

Holland
- En tidligere RNLAF T-33A er bevaret på det Nationale Militærmuseum i Soesterberg.

Norge
- 117546 fra Luftforsvaret er udstillet i Forsvarets flysamling Gardermoen, Oslo Lufthavn, Gardermoen nær Oslo
- DT-571 fra Flyvevåbnet, malet som 16571 fra Luftforsvaret er udstillet i Flyhistorisk Museum, Sola, Stavanger Lufthavn, Sola, nær Stavanger

Pakistan
- Det Pakistanske Luftvåbensmuseum, Karachi.

Peru
- Las Palmas Flybase, Lima.

Filippinerne
- Filippinernes Luftvåbensmuseum, Villamor Flyvestation
- Flyvestation Clark, Pampanga provinsen.
- Flyvestation Basa, Pampanga provinsen.
- Camp Aquino Museum i Tarlac provinsen.

Saudi-Arabien
- Det Kongelige Saudiske Luftvåbensmuseum, Riyadh.

Serbien
- 10024 (ex-USAF 52-9958, ser.no. 580-8189) [16] i Jugoslavisk Flyvemuseum, Nikola Tesla Airport, Beograd.
- 10242 (ex-USAF 51-4034, ex-USN 126592, ser.no. 580-5328) [16] under restaurering sammesteds.

Singapore
- Republikken Singapores Flyvevåben (RSAF) Museum.

Sydkorea
- Koreas Krigsmindesmærke, Seoul.

Taiwan
- 57-0532 er udstillet i Chung Cheng Aviation Museum.

Thailand
- F11-23/13 er udstillet i det Kongelige Thailandske Luftvåbens Museum, Don Muang AFB.
- F11-27/13 er udstillet i Chitladda Paladset.

Tyrkiet
- 55-4952 - İnciraltı, İzmir.
- 51-17519 - Çiğli Air Base.
- 52-9919 - Anadolu University.[23]
- 1543/8-543 - Istanbul Aviation Museum.[24]

Storbritannien
- 14286 fra det Franske Luftvåben udstillet i USAF farver på American Air Museum, Duxford.
- 14419 fra det Franske Luftvåben udstillet i USAF farver påMidland Air Museum, Coventry.
- 17473 fra det Franske Luftvåben udstillet i Royal Canadian Air Force farver på Midland Air Museum, Coventry.
- 54439 fra det Franske Luftvåben udstillet i North East Aircraft Museum, Sunderland.
- 16718 fra det Franske Luftvåben udstillet i USAF farver på City of Norwich Aviation Museum, Norwich

United States
- Der er mindst 67 (formodentligt langt flere) T-33 udstillet i Staterne. Det vil komme for vidt at opremse dem alle her.

Uruguay
- Luftbase #2 (St. Bernardina, Durazno)
- Luftbase #1 (Carrasco Intl. Airport)
- ETA (Teknisk Flyveskole)
- Cnel. (Av.) Jaime Meregalli.Museo Aeronáutico

## Specifikationer (T-33A)
| Besætning:         | 2                           | Elev og Instruktør                            |
| Længde:            | 37 ft 9 in                  | 11,51 m                                       |
| Højde:             | 11 ft 8 in                  | 3,55 m                                        |
| Spændvidde:        | 38 ft 10½ in                | 11,85 m                                       |
| Vingeareal:        | 234,8 sq ft                 | 21,81 m²                                      |
| Tomvægt:           | 8.365 lb                    | 3.794 kg                                      |
| Max. vægt:         | 12.071 lb                   | 5.475 kg                                      |
| Max. takeoff vægt: | 15.061 lb                   | 6.832 kg                                      |
| Motor:             | 1 x Allison J33-A-35        | centrifugalkompressor turbojet                |
| Effekt:            | 5.400 lbf med vandinjektion | 4.600 lbf kontinuerligt (24,0 kN)             |
| Max. fart:         | 600 mph                     | 521 knots, 965 km/h ved havoverfladen         |
| Marchfart:         | 455 mph                     | 396 knots, 732 km/h                           |
| Rækkevidde:        | 1.275 mi                    | 1.110 nmi, 2.050 km                           |
| Max.flyvehøjde:    | 48.000 ft                   | 14.630 m                                      |
| Stigehastighed:    | 4.870 ft/min                | 24,7 m/s                                      |
| Bevæbning:         | 2 hardpoints                | 2.000 lb (907 kg) bomber eller AT-33 raketter |